# 刀刀狗
《刀刀狗》是中国漫畫家慕容引刀創作的漫画作品。
刀刀狗的漫画通常由单幅的简笔画风格的漫画为背景，配上简洁温馨又深刻的生活智慧语录。现已逐渐拥有许多粉丝，相关作品集锦、明信片、玩具、饰品、文具、文化衫等畅销于市。

## 缘起和發展
刀刀狗这一漫画形象最初不过是作者于2001年在工餘偶然画下的小狗，初期只在作者的朋友圈中流传。之后，作者本把它贴到论坛消遣娱乐而已，但无心插柳柳成荫，在网络上广为流传，越来越为人所知。当刀刀的粉丝们达到一定数量，並且得到好评和鼓励后，作者随即开始创作了一系列的以刀刀狗为主人公的漫画，并衍生出明信片、玩具、饰品、文具、文化衫等大量周边商品畅销于市。
中国大陆漫画界希望刀刀狗能成为中国的史努比（Snoopy）。不过，作者却很不希望刀刀失去个性化的刀刀风格：“原本很担心刀刀和史努比会雷同，于是找了许多朋友来检验，改了很多遍才有了自己的风格。”经过一番修整，我们看到了今天的刀刀──菜刀形状的大脑袋，三角锥形的小耳朵，会说话的精灵般的眼睛，还有充满好奇和思考的生活。

## 相关书籍
作者已将大部分作品集结成册出版，列表如下：
- 《我就是刀刀》
- 《朋友刀刀》
- 《让爱点亮》（朋友刀刀第一季）
- 《被爱路过》（朋友刀刀第二季）
- 《亲爱的沙皮》（朋友刀刀第三季）
- 《微笑的咖啡杯》（朋友刀刀第四季）
- 《幸福在哪里》（朋友刀刀第五季）
- 《小的时候》（朋友刀刀第六季）
- 《忘记自己，做回一条狗吧》（刀刀十周年精选集）
- 《找呀找呀找工作》（爱在80后系列）
- 《谈东谈西谈恋爱》（爱在80后系列）
- 《爱你不是两三天》（爱在80后系列）
- 《明天我要嫁给你啦》（爱在80后系列）
- 《寻情记》（刀刀的爱情物语）
- 《无声爱》（刀刀的爱情笔记）
- 《时光的旅行》（跟着刀刀去远方）